# اسکی کورپوریشن
اسکی کورپوریشن (انگلیسی: ASCII Corporation) شرکت بازی ویدئویی ژاپنی است، که در سال ۱۹۷۷ تأسیس شد.